# Troisième circonscription de la Corrèze
La troisième circonscription de la Corrèze était l'une des trois circonscriptions législatives que comptait le département de la Corrèze (19) situé en région Nouvelle-Aquitaine. Elle a été supprimée par le redécoupage des circonscriptions législatives françaises de 2010 et intégrée, pour l'essentiel, à la première circonscription, et, pour les cantons restants, à la deuxième.
Cette circonscription, originellement à gauche, a été conquise par Jacques Chirac en 1967 et est restée sa terre d'élection pendant près de 30 ans, jusqu'à son accession à la présidence de la République en 1995.

## Description géographique et démographique

### De 1958 à 1986
La troisième circonscription de la Corrèze était composée de :
- Canton de Bort-les-Orgues
- Canton de Bugeat
- Canton de Corrèze
- Canton d'Egletons
- Canton d'Eygurande
- Canton de Lapleau
- Canton de Meymac
- Canton de Neuvic
- Canton de Saint-Privat
- Canton de Sornac
- Canton de Treignac
- Canton d'Ussel

Source : Journal Officiel du 14-15 Octobre 1958.

### De 1988 à 2010
La troisième circonscription de la Corrèze est délimitée par le découpage électoral de la loi no 86-1197 du 24 novembre 1986, elle regroupe les divisions administratives suivantes : 
- Canton de Bort-les-Orgues
- Canton de Bugeat
- Canton de Corrèze
- Canton d'Egletons
- Canton d'Eygurande
- Canton de Lapleau
- Canton de Mercœur
- Canton de Meymac
- Canton de Neuvic
- Canton de Saint-Privat
- Canton de Sornac
- Canton de Treignac
- Canton d'Ussel-Est
- Canton d'Ussel-Ouest
- Canton d'Uzerche.

D'après le recensement général de la population en 1999, réalisé par l'INSEE, la population totale de cette circonscription était estimée à 64 779 habitants,.

## Historique des députations
| Législature | Début de mandat  | Fin de mandat    | Député             | Parti politique | Parti politique | Observation |
| ----------- | ---------------- | ---------------- | ------------------ | --------------- | --------------- | --- |
| Ire         | 9 décembre 1958  | 9 octobre 1962   | François Var       |                 | SFIO            | Maire d'Ussel (1934-1965) Conseiller général du canton d'Ussel (1937-1967) Mandat écourté à la suite d'une dissolution parlementaire décidée par Charles de Gaulle.                                                                                 |
| IIe         | 6 décembre 1962  | 2 avril 1967     | François Var       |                 | SFIO            | |
| IIIe        | 3 avril 1967     | 7 mai 1967       | Jacques Chirac     |                 | UD-Ve           | Conseiller municipal de Sainte-Féréole (1965-1971) Conseiller général du canton de Meymac (1968-1988) Jacques Chirac est nommé au gouvernement le 7 mai 1967, il est remplacé par Henri Belcour                                                     |
| IIIe        | 8 mai 1967       | 30 mai 1968      | Henri Belcour      |                 | UD-Ve           | Maire d'Ussel (1965-2001) Conseiller général du canton d'Ussel (1967-1985) Mandat écourté à la suite d'une dissolution parlementaire décidée par Charles de Gaulle.                                                                                 |
| IVe         | 11 juillet 1968  | 12 août 1968     | Jacques Chirac     |                 | UDR             | Jacques Chirac est nommé au gouvernement le 12 août 1968, il est remplacé par Henri Belcour |
| IVe         | 13 août 1968     | 1er avril 1973   | Henri Belcour      |                 | UDR             | |
| Ve          | 2 avril 1973     | 6 mai 1973       | Jacques Chirac     |                 | UDR             | Président du conseil général de la Corrèze Jacques Chirac est nommé au gouvernement le 6 mai 1973, il est remplacé par Henri Belcour. |
| Ve          | 8 mai 1973       | 13 novembre 1976 | Henri Belcour      |                 | UDR             | Démissionne le 2 octobre 1976. |
| Ve          | 15 novembre 1976 | 2 avril 1978     | Jacques Chirac     |                 | UDR puis RPR    | Maire de Paris (1977-1995) |
| VIe         | 3 avril 1978     | 22 mai 1981      | Jacques Chirac     |                 | RPR             | Député européen (1979-1980) Mandat écourté à la suite d'une dissolution parlementaire décidée par François Mitterrand. |
| VIIe        | 2 juillet 1981   | 1er avril 1986   | Jacques Chirac     |                 | RPR             | |
| IXe         | 23 juin 1988     | 1er avril 1993   | Jacques Chirac     |                 | RPR             | |
| Xe          | 2 juin 1993      | 16 mai 1995      | Jacques Chirac     |                 | RPR             | Démissionne le 14 mai 1995 car élu président de la République française. |
| Xe          | 18 juin 1995     | 21 avril 1997    | Jean-Pierre Dupont |                 | RPR             | Jean-Pierre Dupont remporte l'élection partielle du 18 juin 1995. Président du conseil général de la Corrèze (1992-2008) Maire de Bort-les-Orgues (1986-2001) Mandat écourté à la suite d'une dissolution parlementaire décidée par Jacques Chirac. |
| XIe         | 12 juin 1997     | 18 juin 2002     | Jean-Pierre Dupont |                 | RPR             | |
| XIIe        | 19 juin 2002     | 19 juin 2007     | Jean-Pierre Dupont |                 | RPR puis UMP    | |
| XIIIe       | 20 juin 2007     | 19 juin 2012     | Jean-Pierre Dupont |                 | UMP             | Conseiller général du canton de Bort-les-Orgues (1974-2015) |

## Historique des élections

### Élection de 1958
| Candidat       | Candidat         | Parti          | Premier tour | Premier tour | Second tour | Second tour |  |
| Candidat       | Candidat         | Parti          | Voix         | %            | Voix        | %           |  |
| -------------- | ---------------- | -------------- | ------------ | ------------ | ----------- | ----------- |  |
|                | Charles Spinasse | Radsoc         | 11 562       | 31,72        | Retrait     | Retrait     |  |
|                | Jean Delpy       | PCF            | 11 328       | 31,08        | 14 966      | 42,55       |  |
|                | François Var élu | SFIO           | 7 599        | 20,85        | 20 207      | 57,45       |  |
|                | Jacques Coudert  | Modérés        | 3 959        | 10,86        | Retrait     | Retrait     |  |
|                | Marcel Audy      | MRP            | 1 998        | 5,48         | Retrait     | Retrait     |  |
|                |                  |                |              |              |             |             |  |
| Inscrits       | Inscrits         | Inscrits       | 47 840       | 100,00       | 47 832      | 100,00      |  |
| Abstentions    | Abstentions      | Abstentions    | 10 882       | 22,75        | 11 146      | 23,3        |  |
| Votants        | Votants          | Votants        | 36 958       | 77,25        | 36 686      | 76,7        |  |
| Blancs et nuls | Blancs et nuls   | Blancs et nuls | 512          | 1,39         | 1 513       | 4,12        |  |
| Exprimés       | Exprimés         | Exprimés       | 36 446       | 98,61        | 35 173      | 95,88       |  |

Le suppléant de François Var était Jean-René Cisterne, avocat à la Cour d'appel de Paris, maire de Saint-Julien-aux-Bois, conseiller général du canton de Saint-Privat.

### Élection de 1962
| Candidat       | Candidat                   | Parti          | Premier tour | Premier tour | Second tour | Second tour |  |
| Candidat       | Candidat                   | Parti          | Voix         | %            | Voix        | %           |  |
| -------------- | -------------------------- | -------------- | ------------ | ------------ | ----------- | ----------- |  |
|                | Georges Emon               | PCF            | 11 548       | 37,65        | 15 106      | 48,48       |  |
|                | François Var sortant réélu | SFIO           | 9 912        | 32,32        | 15 986      | 51,3        |  |
|                | Jean Lachaud               | UNR-UDT        | 9 213        | 30,04        | 70          | 0,22        |  |
|                |                            |                |              |              |             |             |  |
| Inscrits       | Inscrits                   | Inscrits       | 46 297       | 100,00       | 46 292      | 100,00      |  |
| Abstentions    | Abstentions                | Abstentions    | 14 763       | 31,89        | 13 006      | 28,1        |  |
| Votants        | Votants                    | Votants        | 31 534       | 68,11        | 33 286      | 71,9        |  |
| Blancs et nuls | Blancs et nuls             | Blancs et nuls | 861          | 2,73         | 2 124       | 6,38        |  |
| Exprimés       | Exprimés                   | Exprimés       | 30 673       | 97,27        | 31 162      | 93,62       |  |

Le suppléant de François Var était Jean-René Cisterne.

### Élection de 1967
| Candidat       | Candidat           | Parti          | Premier tour | Premier tour | Second tour | Second tour |  |
| Candidat       | Candidat           | Parti          | Voix         | %            | Voix        | %           |  |
| -------------- | ------------------ | -------------- | ------------ | ------------ | ----------- | ----------- |  |
|                | Jacques Chirac élu | UD-Ve          | 15 289       | 42,81        | 18 522      | 50,74       |  |
|                | Georges Emon       | PCF            | 10 567       | 29,59        | 17 985      | 49,26       |  |
|                | Robert Mitterrand  | FGDS (CIR)     | 8 657        | 24,24        | Retrait     | Retrait     |  |
|                | Michel Kellermann  | PSU            | 1 203        | 3,37         |             |             |  |
|                |                    |                |              |              |             |             |  |
| Inscrits       | Inscrits           | Inscrits       | 44 305       | 100,00       | 44 299      | 100,00      |  |
| Abstentions    | Abstentions        | Abstentions    | 8 078        | 18,23        | 6 989       | 15,78       |  |
| Votants        | Votants            | Votants        | 36 227       | 81,77        | 37 310      | 84,22       |  |
| Blancs et nuls | Blancs et nuls     | Blancs et nuls | 511          | 1,41         | 803         | 2,15        |  |
| Exprimés       | Exprimés           | Exprimés       | 35 716       | 98,59        | 36 507      | 97,85       |  |

Henri Belcour, docteur en médecine, maire d'Ussel était le suppléant de Jacques Chirac. Henri Belcour remplaça Jacques Chirac, nommé membre du gouvernement, du 8 mai 1967 au 30 mai 1968.

### Élection de 1968
|                                     | Jacques Chirac sortant réélu | UDR (URP)      | 19 593 | 54,37  |  |  |  |
|                                     | Georges Emon                 | PCF            | 11 092 | 30,78  |  |  |  |
|                                     | Georges Dumont               | FGDS (CIR)     | 4 608  | 12,11  |  |  |  |
|                                     | Bernard Mazeaud              | Divers (MPR)   | 745    | 2,07   |  |  |  |
|                                     |                              |                |        |        |  |  |  |
| Inscrits                            | Inscrits                     | Inscrits       | 43 946 | 100,00 |  |  |  |
| Abstentions                         | Abstentions                  | Abstentions    | 7 483  | 17,03  |  |  |  |
| Votants                             | Votants                      | Votants        | 36 463 | 82,97  |  |  |  |
| Blancs et nuls                      | Blancs et nuls               | Blancs et nuls | 425    | 1,17   |  |  |  |
| Exprimés                            | Exprimés                     | Exprimés       | 36 038 | 98,83  |  |  |  |
| Source : Données du CDSP et CEVIPOF |                              |                |        |        |  |  |  |

Henri Belcour était le suppléant de Jacques Chirac. Il le remplaça du 13 août 1968 au 1er avril 1973 quand Jacques Chirac fut nommé membre du gouvernement.

### Élections de 1973
|                | Jacques Chirac sortant réélu | UDR (URP)      | 19 667 | 51,73  |  |  |  |
|                | Fernand Clavaud              | PCF            | 10 580 | 27,83  |  |  |  |
|                | Georges Dumont               | PS (UGSD)      | 6 577  | 17,3   |  |  |  |
|                | Michel Kellermann            | PSU            | 798    | 2,1    |  |  |  |
|                | Pierre Orofino               | Divers droite  | 398    | 1,05   |  |  |  |
|                |                              |                |        |        |  |  |  |
| Inscrits       | Inscrits                     | Inscrits       | 44 983 | 100,00 |  |  |  |
| Abstentions    | Abstentions                  | Abstentions    | 6 297  | 14     |  |  |  |
| Votants        | Votants                      | Votants        | 38 686 | 86     |  |  |  |
| Blancs et nuls | Blancs et nuls               | Blancs et nuls | 666    | 1,72   |  |  |  |
| Exprimés       | Exprimés                     | Exprimés       | 38 020 | 98,28  |  |  |  |

Henri Belcour était suppléant de Jacques Chirac. Il le remplaça du 8 mai 1973 au 13 novembre 1976, quand Jacques Chirac fut nommé membre du gouvernement.

### Élection partielle du 14 novembre 1976
Henri Belcour, suppléant de Jacques Chirac avait démissionné. 
|                                                | Jacques Chirac sortant réélu    | UDR            | 21 146 | 53,65  |  |  |  |
|                                                | Christian Audouin               | PCF            | 8 771  | 22,25  |  |  |  |
|                                                | Bernard Coutaud                 | PS             | 8 461  | 21,47  |  |  |  |
|                                                | Jacques Ricard                  | FN             | 412    | 1,04   |  |  |  |
|                                                | Micheline Moratille             | LO             | 310    | 0,78   |  |  |  |
|                                                | Marguerite, dite Maguy Guillien | PSU            | 206    | 0,52   |  |  |  |
|                                                | Dominique Daste                 | Sans étiquette | 102    | 0,25   |  |  |  |
|                                                |                                 |                |        |        |  |  |  |
| Inscrits                                       | Inscrits                        | Inscrits       | 47 224 | 100,00 |  |  |  |
| Abstentions                                    | Abstentions                     | Abstentions    | 7 365  | 15,6   |  |  |  |
| Votants                                        | Votants                         | Votants        | 39 859 | 84,4   |  |  |  |
| Blancs et nuls                                 | Blancs et nuls                  | Blancs et nuls | 451    | 1,13   |  |  |  |
| Exprimés                                       | Exprimés                        | Exprimés       | 39 408 | 98,87  |  |  |  |
| Source : Le Monde, édition du 16 novembre 1976 |                                 |                |        |        |  |  |  |

Henri Belcour était le suppléant de Jacques Chirac.

### Élections de 1978
|                | Jacques Chirac sortant réélu | RPR            | 23 616 | 54,29  |  |  |  |
|                | Christian Audouin            | PCF            | 10 717 | 24,64  |  |  |  |
|                | Bernard Coutaud              | PS (MRG)       | 7 423  | 17,07  |  |  |  |
|                | Guy Marchand                 | Écologie 78    | 1 149  | 2,64   |  |  |  |
|                | Micheline Moratille          | LO             | 591    | 1,36   |  |  |  |
|                |                              |                |        |        |  |  |  |
| Inscrits       | Inscrits                     | Inscrits       | 48 926 | 100,00 |  |  |  |
| Abstentions    | Abstentions                  | Abstentions    | 4 950  | 10,12  |  |  |  |
| Votants        | Votants                      | Votants        | 43 976 | 89,88  |  |  |  |
| Blancs et nuls | Blancs et nuls               | Blancs et nuls | 480    | 1,09   |  |  |  |
| Exprimés       | Exprimés                     | Exprimés       | 43 496 | 98,91  |  |  |  |

Henri Belcour était le suppléant de Jacques Chirac.

### Élections de 1981
|                | Jacques Chirac sortant réélu | RPR (UNM)      | 20 466 | 50,60  |  |  |  |
|                | François Hollande            | PS             | 10 679 | 26,41  |  |  |  |
|                | Christian Audouin            | PCF            | 8 992  | 22,23  |  |  |  |
|                | Jacques Ricard               | FN             | 307    | 0,76   |  |  |  |
|                |                              |                |        |        |  |  |  |
| Inscrits       | Inscrits                     | Inscrits       | 49 104 | 100,00 |  |  |  |
| Abstentions    | Abstentions                  | Abstentions    | 8 235  | 16,77  |  |  |  |
| Votants        | Votants                      | Votants        | 40 869 | 83,23  |  |  |  |
| Blancs et nuls | Blancs et nuls               | Blancs et nuls | 425    | 1,04   |  |  |  |
| Exprimés       | Exprimés                     | Exprimés       | 40 444 | 98,96  |  |  |  |

Jean-Pierre Dupont, vétérinaire, maire adjoint de Bort-les-Orgues, était le suppléant de Jacques Chirac.

### Élections de 1988
|                | Jacques Chirac sortant réélu | RPR (URC)      | 27 375 | 58,05  |  |  |  |
|                | Yvon Gourhand                | PS             | 11 594 | 24,58  |  |  |  |
|                | Christian Audouin            | PCF            | 7 494  | 15,89  |  |  |  |
|                | Annette Laborie              | FN             | 696    | 1,48   |  |  |  |
|                |                              |                |        |        |  |  |  |
| Inscrits       | Inscrits                     | Inscrits       | 57 000 | 100,00 |  |  |  |
| Abstentions    | Abstentions                  | Abstentions    | 9 219  | 16,17  |  |  |  |
| Votants        | Votants                      | Votants        | 47 781 | 83,83  |  |  |  |
| Blancs et nuls | Blancs et nuls               | Blancs et nuls | 622    | 1,3    |  |  |  |
| Exprimés       | Exprimés                     | Exprimés       | 47 159 | 98,7   |  |  |  |

Jean-Pierre Dupont était suppléant de Jacques Chirac.

### Élections de 1993
|                | Jacques Chirac sortant réélu | RPR (UPF)      | 25 951 | 60,68  |  |  |  |
|                | Christian Audouin            | PCF            | 6 700  | 15,67  |  |  |  |
|                | Bernadette Bourzai           | PS (ADFP)      | 6 686  | 15,63  |  |  |  |
|                | Anne-Marie Beneix            | Les Verts (EÉ) | 1 428  | 3,34   |  |  |  |
|                | Marie-Madeleine Bonneau      | FN             | 1 329  | 3,11   |  |  |  |
|                | Sylvie Bénavent              | LT-LNÉ         | 670    | 1,57   |  |  |  |
|                |                              |                |        |        |  |  |  |
| Inscrits       | Inscrits                     | Inscrits       | 55 701 | 100,00 |  |  |  |
| Abstentions    | Abstentions                  | Abstentions    | 11 100 | 19,93  |  |  |  |
| Votants        | Votants                      | Votants        | 44 601 | 80,07  |  |  |  |
| Blancs et nuls | Blancs et nuls               | Blancs et nuls | 1 837  | 4,12   |  |  |  |
| Exprimés       | Exprimés                     | Exprimés       | 42 764 | 95,88  |  |  |  |

Jean-Pierre Dupont était suppléant de Jacques Chirac.

### Élection partielle de 1995
Organisée à la suite de l'élection de Jacques Chirac à la Présidence de la République.
|                   | Jean-Pierre Dupont élu  | RPR       | 23 467 | 57,66  |  |  |  |
|                   | Christian Audouin       | PCF       | 7 538  | 18,52  |  |  |  |
|                   | Bernard Coutaud         | PS        | 7 280  | 17,88  |  |  |  |
|                   | Marie-Madeleine Bonneau | FN        | 1 006  | 2,47   |  |  |  |
|                   | Jérôme Poujade          | Les Verts | 905    | 2,22   |  |  |  |
|                   | Pierre Rauscher         | Divers    | 502    | 1,23   |  |  |  |
|                   |                         |           |        |        |  |  |  |
| Inscrits          | Inscrits                | Inscrits  |        | 100,00 |  |  |  |
| Abstentions       |                         |           |        |        |  |  |  |
| Votants           |                         |           |        |        |  |  |  |
| Blancs et nuls    |                         |           |        |        |  |  |  |
| Exprimés          | Exprimés                | Exprimés  | 40 698 |        |  |  |  |
| Source : Le Monde |                         |           |        |        |  |  |  |

### Élections de 1997
| Candidat       | Candidat                         | Parti          | Premier tour | Premier tour | Second tour | Second tour |  |
| Candidat       | Candidat                         | Parti          | Voix         | %            | Voix        | %           |  |
| -------------- | -------------------------------- | -------------- | ------------ | ------------ | ----------- | ----------- |  |
|                | Jean-Pierre Dupont sortant réélu | RPR            | 17 976       | 45,81        | 21 649      | 52,97       |  |
|                | Bernadette Bourzai               | PS             | 10 414       | 26,54        | 19 222      | 47,03       |  |
|                | Michel Julien                    | PCF            | 6 204        | 15,81        |             |             |  |
|                | Marie-Madeleine Bonneau          | FN             | 2 098        | 5,35         |             |             |  |
|                | Jacqueline Gouélou-Caplat        | Les Verts      | 1 567        | 3,99         |             |             |  |
|                | Raymond Fruitier                 | LDI (MPF)      | 978          | 2,49         |             |             |  |
|                |                                  |                |              |              |             |             |  |
| Inscrits       | Inscrits                         | Inscrits       | 53 479       | 100,00       | 53 464      | 100,00      |  |
| Abstentions    | Abstentions                      | Abstentions    | 11 623       | 21,73        | 10 482      | 19,61       |  |
| Votants        | Votants                          | Votants        | 41 856       | 78,27        | 42 982      | 80,39       |  |
| Blancs et nuls | Blancs et nuls                   | Blancs et nuls | 2 619        | 6,26         | 2 111       | 4,91        |  |
| Exprimés       | Exprimés                         | Exprimés       | 39 237       | 93,74        | 40 871      | 95,09       |  |

Le suppléant de Jean-Pierre Dupont était Daniel Chasseing, médecin, conseiller général du canton de Treignac, maire du Lonzac.

### Élections de 2002
| Candidat       | Candidat                         | Parti            | Premier tour | Premier tour | Second tour | Second tour |  |
| Candidat       | Candidat                         | Parti            | Voix         | %            | Voix        | %           |  |
| -------------- | -------------------------------- | ---------------- | ------------ | ------------ | ----------- | ----------- |  |
|                | Jean-Pierre Dupont sortant réélu | UMP              | 19 170       | 49,34        | 21 066      | 56,8        |  |
|                | Bernadette Bourzai               | PS               | 11 168       | 28,75        | 16 024      | 43,2        |  |
|                | Michel Julien                    | PCF              | 2 316        | 5,96         |             |             |  |
|                | Marguerite Vidal                 | FN               | 1 686        | 4,34         |             |             |  |
|                | Régis Nouaille                   | CPNT             | 1 481        | 3,81         |             |             |  |
|                | Jean Plazanet                    | diss. PCF        | 718          | 1,85         |             |             |  |
|                | Francis Humber                   | Les Verts        | 693          | 1,78         |             |             |  |
|                | Muriel Eymerie                   | Pôle républicain | 526          | 1,35         |             |             |  |
|                | Hervé Cotton                     | LCR              | 478          | 1,23         |             |             |  |
|                | Jean-Jacques Lacarrère           | LO               | 405          | 1,04         |             |             |  |
|                | Antoine d'Aguanno                | MNR              | 208          | 0,54         |             |             |  |
|                |                                  |                  |              |              |             |             |  |
| Inscrits       | Inscrits                         | Inscrits         | 52 536       | 100,00       | 52 525      | 100,00      |  |
| Abstentions    | Abstentions                      | Abstentions      | 12 559       | 23,91        | 13 866      | 26,4        |  |
| Votants        | Votants                          | Votants          | 39 977       | 76,09        | 38 659      | 73,6        |  |
| Blancs et nuls | Blancs et nuls                   | Blancs et nuls   | 1 128        | 2,82         | 1 569       | 4,06        |  |
| Exprimés       | Exprimés                         | Exprimés         | 38 849       | 97,18        | 37 090      | 95,94       |  |

Le suppléant de Jean-Pierre Dupont était Daniel Chasseing.

### Élections de 2007
| Candidat       | Candidat                         | Parti          | Premier tour | Premier tour | Second tour | Second tour |  |
| Candidat       | Candidat                         | Parti          | Voix         | %            | Voix        | %           |  |
| -------------- | -------------------------------- | -------------- | ------------ | ------------ | ----------- | ----------- |  |
|                | Jean-Pierre Dupont sortant réélu | UMP            | 16 607       | 45,36        | 18 562      | 50,13       |  |
|                | Martine Leclerc                  | PS             | 12 088       | 33,02        | 18 463      | 49,87       |  |
|                | Jean-Louis Faure                 | PCF            | 2 125        | 5,8          |             |             |  |
|                | Sylvain Garant                   | UDF–MoDem      | 1 819        | 4,97         |             |             |  |
|                | Régis Nouaille                   | CPNT           | 945          | 2,58         |             |             |  |
|                | Pierre Seigneur                  | LCR            | 690          | 1,88         |             |             |  |
|                | Jean-Claude Simiot               | Les Verts      | 569          | 1,55         |             |             |  |
|                | Antoine d'Aguanno                | MNR            | 466          | 1,27         |             |             |  |
|                | Jean-Louis Roger                 | MPF            | 442          | 1,21         |             |             |  |
|                | Jacques Chastagnol               | Extrême gauche | 320          | 0,87         |             |             |  |
|                | Jean-Jacques Lacarrère           | LO             | 299          | 0,82         |             |             |  |
|                | Gérard Gascou                    | Divers         | 239          | 0,65         |             |             |  |
|                | Colette Bergounioux              | Divers         | 0            | 0            |             |             |  |
|                |                                  |                |              |              |             |             |  |
| Inscrits       | Inscrits                         | Inscrits       | 51 949       | 100,00       | 51 939      | 100,00      |  |
| Abstentions    | Abstentions                      | Abstentions    | 14 345       | 27,61        | 13 603      | 26,19       |  |
| Votants        | Votants                          | Votants        | 37 604       | 72,39        | 38 336      | 73,81       |  |
| Blancs et nuls | Blancs et nuls                   | Blancs et nuls | 995          | 2,65         | 1 311       | 3,42        |  |
| Exprimés       | Exprimés                         | Exprimés       | 36 609       | 97,35        | 37 025      | 96,58       |  |

Le suppléant de Jean-Pierre Dupont était Michel Paillassou, ingénieur, chef d'entreprise, conseiller général du canton d'Égletons, maire d'Égletons de 2008 à 2012.

#### Département de la Corrèze
- La fiche de l'INSEE de cette circonscription : « Tableaux et Analyses de la troisième circonscription de la Corrèze », sur insee.fr, site de l'Institut national de la statistique et des études économiques (consulté le 10 juin 2007) [PDF]

- « Tous les députés du département de la Corrèze depuis 1789 », sur assemblee-nationale.fr, site de l'Assemblée nationale française (consulté le 10 juin 2007)

- « Informations contentieuses sur le département de la Corrèze (Élections législatives de 2002) », sur conseil-constitutionnel.fr, site du Conseil constitutionnel (consulté le 13 juin 2007)

#### Circonscriptions en France
- « Carte des circonscriptions législatives en France », sur assemblee-nationale.fr, site de l'Assemblée nationale française (consulté le 10 juin 2007)

- « Résultats électoraux officiels en France », sur interieur.gouv.fr, site du ministère de l'Intérieur (France) (consulté le 13 juin 2007)

- Description et Atlas des circonscriptions électorales de France sur http://www.atlaspol.com, Atlaspol, site de cartographie géopolitique, consulté le 13 juin 2007.

- « Législatives de 1997 : Circonscriptions de la Corrèze (19) », sur elections.figaro.net, historique des scrutins organisés depuis 1989, site du journal Le Figaro (consulté le 13 juin 2007)